# Susanne Klingner

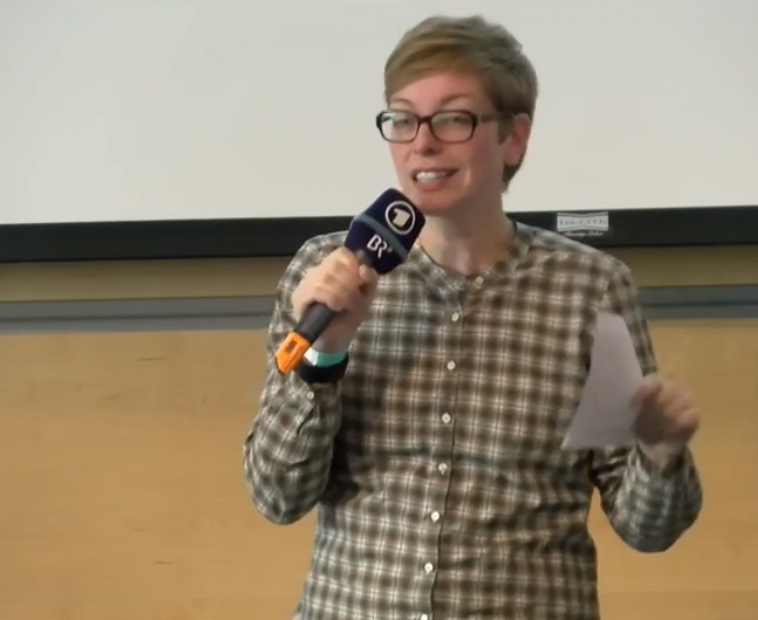
Susanne Klingner (2017)

Susanne Klingner (* 1978 in Berlin, DDR) ist eine deutsche Journalistin und Unternehmerin. In ihrer Arbeit setzt sie sich vor allem mit Fragen des Feminismus, der Konsumgesellschaft und dem Zusammenhang zwischen Wirtschaft und Geschlecht auseinander.
Klingner ist neben Barbara Streidl und Meredith Haaf eine der drei Autorinnen des feministischen Buchs „Wir Alphamädchen. Warum Feminismus das Leben schöner macht“. Zusammen mit ihren beiden Co-Autorinnen startete sie während der Arbeit am Buch im Oktober 2007 das mehrfach ausgezeichnete feministische Blog Mädchenmannschaft, das sie 2011 verließ. 2017 gründete sie gemeinsam mit Katrin Rönicke das Podcastlabel hauseins.

## Leben und Wirken
Klingner studierte Politikwissenschaft und Journalistik in Leipzig und absolvierte anschließend ein Volontariat bei der taz. Sie lebt in München und schreibt als freie Journalistin u. a. für die Süddeutsche Zeitung. In der taz erschien von 2010 bis 2012 monatlich ihre Kolumne „Die Farbe Lila“. Sie ist Mitgründerin und war von 2015 bis 2017 Redaktionsleiterin des Wirtschaftsmagazins PLAN W, das der Süddeutschen Zeitung vierteljährlich beiliegt. Für die Entwicklung von PLAN W wurde sie 2016 gemeinsam mit ihrer Co-Redaktionsleiterin Alexandra Borchardt mit dem Ernst-Schneider-Preis für Wirtschaftspublizistik ausgezeichnet.
Von 2013 bis 2018 war sie im Vorstand von Frauenstudien München e.V.
Im Frühjahr 2008 erschien das Buch „Wir Alphamädchen. Warum Feminismus das Leben schöner macht“, in dem sie zusammen mit ihren Co-Autorinnen Meredith Haaf und Barbara Streidl zu einer neuen feministischen Bewegung aufrief. Das Buch löste zusammen mit den zeitnah erschienenen Büchern „Neue Deutsche Mädchen“ von Jana Hensel und Elisabeth Raether und Charlotte Roches „Feuchtgebiete“ eine Diskussion um einen „neuen Feminismus“ in den Feuilletons der großen deutschsprachigen Zeitungen aus. Im Zuge der Debatte warf Alice Schwarzer in ihrer Dankesrede bei der Verleihung des Ludwig-Börne-Preises den jungen Autorinnen „Wellness-Feminismus“ vor, woraufhin diese mit einem Text in der Süddeutschen Zeitung antworteten.
Zusammen mit ihren beiden Co-Autorinnen startete Klingner während der Arbeit am Buch im Oktober 2007 das feministische Blog Mädchenmannschaft. Es wurde 2008 mit dem Deutsche Welle Blog Award ausgezeichnet sowie für den Grimme Online Award und den Alternativen Medienpreis desselben Jahres nominiert. 2011 verließ Klingner das Blog.
In der feministischen Initiative Frau Lila setzte sich Klingner zwischen 2011 und 2019 zusammen mit Barbara Streidl und Katrin Rönicke für mehr Sichtbarkeit von Frauen im Netz ein. Zu diesem Zweck riefen sie auch das Bloggerinnen-Magazin „Featurette“ ins Leben. Beide Projekte sind mittlerweile beendet. Im Juni 2013 startete sie einen regelmäßigen Podcast, ebenfalls mit Katrin Rönicke und Barbara Streidl, den „Lila Podcast“. Der Lila Podcast wurde 2017 in ze.tt als „Klassiker unter den feministischen Podcasts in Deutschland“ bezeichnet. Seit September 2020 ist sie nur noch selten im Lila Podcast zu hören, betreut die Sendungen aber gemeinsam mit Katrin Rönicke als Redaktionsleiterin.
Klingner gründete im Juli 2017 gemeinsam mit Katrin Rönicke das Podcastlabel hauseins. Sie ist Geschäftsführerin des Münchner Unternehmens. Auf dem Label erscheinen u. a. „Die Wochendämmerung“ mit Holger Klein und Katrin Rönicke, der „Lila Podcast“ und „Halbe Katoffl“ mit Frank Joung. Zwischen April 2018 und Dezember 2020 produzierte und moderierte Klingner mit hauseins den „Plan W Podcast“ für die Süddeutsche Zeitung. Im Frühjahr 2020 moderierte sie einen Kinderpodcast, für den Kinder während des 1. Lockdowns in der Corona-Pandemie eigene Beiträge aufnahmen.
Für Produktionen wie „Wir schaffen das! Wie ein Satz Deutschland veränderte“ (FYEO) oder „Nett Work“ (LinkedIn) ist Klingner als ausführende Produzentin tätig. Wir schaffen das! wurde 2021 für den CIVIS Medienpreis nominiert.
2017/18 erschien Klingners Podcast-Serie „Mind The Gap“ bei Audible. In 14 Folgen geht sie der Frage nach, welche Rolle das Geschlecht im Wirtschaftsleben und bei Geldfragen spielt. Der Podcast war 2018 für den Ernst-Schneider-Preis nominiert, als erster Podcast in der Geschichte des Preises.

## Auszeichnungen und Nominierungen
Die Standortinitiative „Deutschland – Land der Ideen“ zeichnete Susanne Klingner als eine der „100 Frauen von morgen“ aus, die der Initiative zufolge „mit führenden Ideen in ganz unterschiedlichen Bereichen aktiv sind und auf vielfältige Weise ihren Beitrag zur Zukunft Deutschlands leisten“.
- 2008 Best of Blogs Award der Deutschen Welle für das Weblog maedchenmannschaft.net[25]
- 2009 Nominierung für den Grimme Online Award mit maedchenmannschaft.net[26]
- 2009 Nominierung für den Alternativen Medienpreis mit maedchenmannschaft.net[27]
- 2016 Ernst-Schneider-Preis für die Entwicklung von Plan W[28]
- 2018 Nominierung für den Ernst-Schneider-Preis mit dem Podcast Mind The Gap[29]
- 2021 Nominierung für den CIVIS Medienpreis mit dem Podcast Wir schaffen das!, gemeinsam mit Lea Hampel und Sham Jaff.[30]

## Publikationen
- Leipzigbuch, zusammen mit Jörg Sundermeier, Verbrecher Verlag, Berlin 2005.
- Wir Alphamädchen. Warum Feminismus das Leben schöner macht, Hoffmann und Campe Verlag, Hamburg, gebundene Ausgabe 2008, ISBN 978-3-455-50075-2
- Wir Alphamädchen: warum Feminismus das Leben schöner macht, Taschenbuchausgabe 2009 erschienen bei Blanvalet, ISBN 978-3-442-37313-0
- Pärchenabend forever zusammen mit Bastian Obermayer, Kiepenheuer & Witsch, Köln 2010.
- Hab ich selbst gemacht : 365 Tage, 2 Hände, 66 Projekte, Kiepenheuer & Witsch, Köln 2011.